# Хаанпяя, Пентти
Пентти Хаанпяя (фин. Pentti Haanpää; 14 октября 1905, д. Лескеля, уезд Пулккила (Пийпола), Великое княжество Финляндское (ныне Сийкалатва, провинции Северная Остроботния, Финляндия) — 30 сентября 1955, Пюхянтя, Финляндия) — финский писатель, новеллист. Представитель реализма в финской литературе.
Лауреат высшей государственной награды Финляндии для деятелей искусств Pro Finlandia (1948).

## Биография
Сын крестьянина. Работал земледельцем, лесорубом, сплавщиком леса.
Во время советско-финской войны 1939—1940 годов служил в финской армии на передовой линии в Лапландии, отбился от части, блуждал по лесам, замерзал. В 1941—1944 годах продолжил службу в финской армии.
В 1953 году с делегацией финских писателей посетил Китай.
30 сентября 1955 года во время рыбалки писатель утонул в озере Исо-Ламуярви. Ныне на берегу озера, на прибрежном камне — мемориальная доска с лаконичной надписью: «В ста метрах к северу от этого места 30.9.1955 г. утонул писатель Пентти Хаанпяя». Осенью 1965 года, десять лет спустя после смерти писателя, во время открытия этого скромного памятника председатель «Общества Пентти Хаанпяя», заявил: «Ошибочное мнение о творчестве писателя Пентти Хаанпяя пересмотрено, а изначально враждебная позиция критики тридцатых годов окончательно осуждена. Творчество Пентти Хаанпяя входит в сокровищницу финской литературы».

## Творчество
Его первые литературные пробы относятся ещё к школьным временам. В 1921 году в журнале «Pskynen», были опубликованы его рассказы «Небольшая сказка о зверях», «Летнее путешествие маленького Эско» и др. Воодушевленный успехами, П. Хаанпяя в 1923 году вступил в товарищество «Nuori voima» («Союз молодой силы»), чей орган «Нуори Войма» в 1920-е годы дал толчок развитию первого поколения финских писателей и художников молодой Финляндской республики. Вступая в товарищество,  писал в анкете, что он по профессии рабочий-лесоруб.
Рассказы, представленные 19-летним автором на конкурс литературного объединения «Союз молодой силы», отличались сочным, самобытным языком, остротой психологических зарисовок и получили две первые премии. Герои сборников рассказов «По шоссейной дороге» («Maantietä pitkin», 1925), «Ветер веет над ними» («Tuuli käy heidän ylitseen», 1927) и других — рядовые труженики, нередко оказывающиеся за бортом жизни.
Прозаик, чьи антимилитаристические и марксистские идеи в 1920-х и 1930-х годах вызвали бурную критику ведущих представителей финского правого крыла.
Нападкам правой критики также подвергся сборник рассказов «Плац и казарма» («Kenttä ja kasarmi», 1928), в которых выражен протест против армейской муштры.
Книга «Noitaympyr» («Ведьминский круг»), закончена им в начале 1930-х годов, но не публиковалась до 1956 года.Главный герой романа лесной рабочий Пате Тейкка («Pete Teikka»)-  образованный и энергичный  человек, который не может приспособиться и найти себе место в обществе. В конце романа , он делает свой выбор и покидает Финляндию в поисках неизвестного будущего — он едет на границу с Советским Союзом, какой выбор сделает герой? В 1961 году книга была опубликована в Советском Союзе тиражом 15 000 экз.
Многие произведения П. Хаанпяя, в том числе, роман «Заколдованный круг» («Noitaympyrä», 1931, рус. перевод 1961), посвящены острым социальным проблемам периода экономического кризиса. Антимилитаристический роман «Случай с фельдфебелем Сато» («Vääpeli Sadon tapaus», 1935, изд. 1956), многие рассказы опубликованы лишь посмертно. В романе «Хозяева и тени хозяев» («Isännät ja isäntien varjot», 1935, рус. пер. 1956) П. Хаанпяя обратился к теме разорения крестьянства; герой романа становится борцом за изменение общественных порядков. Герой новеллы «Война лесного Аапели» (рус. пер. 1962) — антифашистский. Антифашистской идеей пронизан и роман писателя «Сапоги девяти солдат» («Yhdeksän miehen saapaat», 1945), построенный на юмористическом, нередко сатирическом описании приключений на фронте и в тылу девяти сменяющих друг друга владельцев пары солдатских сапог. Роман «Мука́» («Jauhot», 1949, рус. пер. 1956) рассказывает о народных бедствиях в неурожайные годы 2-й половины XIX века в Финляндии.
Собрание сочинений П. Хаанпяя в 10-ти томах вышло в 1956-1958 годах.
После смерти П. Хаанпяя был признан одним из выдающихся представителей современной финской литературы. Его гражданское мужество, непримиримость к реакции, социальному злу и шовинизму наглядно проявились в вышедшем в свет в 1956 году, так называемом, «Наследии Хаанпяя» (три тома ранее не опубликованных произведений).

## Избранные произведения
- Maantietä pitkin 1925, ruots. Hemfolk och strykare
- Rikas mies (näytelmä) 1925/1956
- Kolmen Töräpään tarina 1927
- Tuuli käy heidän ylitseen, kertomuksia 1927
- Kenttä ja kasarmi: kertomuksia tasavallan armeijasta 1928
- Hota-Leenan poika 1929
- Karavaani ja muita juttuja 1930
- Noitaympyrä 1931/1956
- Väljän taivaan alla 1932/1956
- Ilmeitä isänmaan kasvoilla 1933/1956
- Pojan paluu (näytelmä) 1933/1956
- Vääpeli Sadon tapaus 1935/1956
- Isännät ja isäntien varjot: romaani talonpojan sortumisesta 1935
- Syntyykö uusi suku eli Kaaleppi Köyhkänän vanhuus, romaani 1937
- Lauma, kertomuksia 1937
- Taivalvaaran näyttelijä, romaani 1938
- Ihmiselon karvas ihanuus, novelleja 1939
- Korpisotaa 1940, ransk. Guerre dans le Désert Blanc
- Nykyaikaa, kertomuksia 1942
- Yhdeksän miehen saappaat 1945
- Jutut: valikoima tuotannosta 1946/1952
- Heta Rahko korkeassa iässä: uusia juttuja 1947
- Jauhot: tarina pakkasen jäljiltä 1949
- Atomintutkija 1950
- Iisakki Vähäpuheinen: muutamia muistelmia hänen elämästään 1953
- Kiinalaiset jutut: muistikuvia (matkakirja) 1954
- Kolme mestarijuttua 1955
- Puut (kesken jäänyt romaani) 1955
- Valitut teokset 1955
- Kootut teokset 1956–1958 (10 osaa)

## Публикации на русском языке
- Хаанпяя П. и Ларни М. Новеллы. / Пер. с фин. Ю. Александрова. // М.: Молодая гвардия, 1978 — 272 с. — с ил.

- Хаанпяя П. Избранное. / Предисл. П. Раудсеппа. // М.: Молодая гвардия, 1981 — 560 с. — с ил.

## Награды
- Pro Finlandia